# 大蔵氏
1. 古代氏族。本項で詳述。
2. 名字。武蔵七党の一派・野与党の一族で、本姓は忠常流武蔵平氏。

大蔵氏（おおくらうじ）は、「大蔵」を氏の名とする氏族。
渡来氏族の東漢氏・秦氏のうち、国庫である「大蔵」の管理・出納を務めた者がその職名を氏の名として称したという。

## 東漢系
東漢氏の一族で、壬申の乱の功臣である大蔵広隅を祖とする。姓は直のち忌寸・宿禰・朝臣。大蔵氏の名は大蔵に仕えたことに由来する。
平安時代前期には、学者として菅原道真と双璧を為した善行や、承平天慶の乱で藤原純友の追討に功のあった春実を輩出した。また、大蔵氏は春実以降、代々大宰府府官を務め、子孫は九州の原田氏・秋月氏・波多江氏・三原氏・田尻氏・高橋氏の祖となって繁茂し、大蔵党一族と呼ばれる。
また幕末の尊皇攘夷の志士で福岡藩士の平野国臣（大蔵種徳）は、春実の三男種季の子孫という。

### 出自に関する諸説
東漢氏の一族阿多倍が日本に帰化し、播磨国明石郡明石郷大蔵谷（現明石市大蔵谷地区）に館を構え居住したために、その子孫が大蔵姓を称したとする史書もある。

## 秦系
秦氏の内で大蔵の出納を務めた者が大蔵を称した。雄略朝において初めて大蔵官員を設置し、秦酒を以て長官としたという。氏姓は大蔵秦公のち秦大蔵造。